# Frea comorensis
Frea comorensis är en skalbaggsart som beskrevs av Stefan von Breuning 1948. Frea comorensis ingår i släktet Frea och familjen långhorningar. Inga underarter finns listade i Catalogue of Life.